# Шломо Шамай
Шломо (Шиц) Шамай  (івр. שלמה (שיץ) שמאי  народився 4 листопада 1953 року в Радянському Союзі) — ізраїльський науковець, інформаційний теоретик, професор на кафедрі електротехніки Техніону − Ізраїльського технологічного інституту, лауреат премії Шеннона 2011 року.

## Походження та навчання
Шломо Шамай з батьками у 1960 році переїхав до Ізраїлю. Після закінчення школи він вивчав електротехніку в Техніоні, який закінчив 1975 року зі ступенем бакалавра (англ. B.Sc.). Потім у 1981 році він здобув ступінь магістра (англ. M.Sc.) та доктора філософії (англ. Ph.D., 1986) у галузі електротехніки також у Техніоні.

## Наукова діяльність
Протягом 1975—1985 років Шломо Шамай працював у науково-дослідних лабораторіях зв'язку ізраїльської армії. Також з 1978 року він професор (англ. William Fondiller професор) для телекомунікацій в Техніоні.
З 1986 року Шломо Шамай працює на кафедрі електротехніки Техніону — Ізраїльському технологічному інституті, де зараз працює професор телекомунікацій Вільям Фонділлер.
З 2010 року він проводить дослідження в консорціумі CORNET (англ. Cognitive Radio).

### Наукові інтереси
Сфера його досліджень охоплює широкий спектр тем з теорії інформації та статистичних комунікацій і зв'язку.
Професор Шломо Шамай є співробітником Інституту інженерів з електротехніки та електроніки, а також членом Міжнародного союзу радіозв'язку (англ. URSI). Він є членом Ізраїльської Академії природничих і гуманітарних наук.

## Нагороди
- 1999 р. -  van der Pol Gold Medal of URSI
- 2000 р. — премія IEEE Donald G. Fink [8]
- 2003 р. — Joint IT/COM Societies Paper Award
- 2004 р. — Joint IT/COM Societies Paper Award
- 2007 р. — Information Theory Society Paper Award (премія «Товариства теорії інформації»)
- 2009 р. — Європейська комісія РП7, мережа передового досвіду в галузі бездротового зв'язку (сайт newcom++) премія за найкращу статтю
- 2010 р. — Thomson Reuters Award for International Excellence in Scientific Research (за міжнародний досвід у галузі наукових досліджень)
- 2011 р. — Премія Клода Е. Шеннона від Товариства теорії інформації IEEE (англ. Claude E. Shannon Award from the IEEE Information Theory Society)[9]
- 2014 р. — Премія Ротшильда (англ. Rothschild Prize) в галузі математики, комп'ютерних наук та техніки
- 2017 р. — медаль Річарда Геммінга [10]

Шломо Шамай також одержав у 1985 році Alon Grant — премію для видатних молодих учених, а також премію у 2000 році Technion Henry Taub за передовий досвід у галузі досліджень.
Він працював асистентом редактора товариства Шеннона з теорії транзакцій IEEE з інформаційної теорії, а також входив до складу Ради керуючих Товариства теорії інформації (англ. Board of Governors of the Information Theory Society).